# Shigeru Kanno
Shigeru Kanno (菅野 茂, Kanno Shigeru) est un compositeur et chef d'orchestre japonais, né le 3 mai 1959 à Iino (en) (Fukushima).

## Biographie
Après des études à Fukushima et Tōkyō, Shigeru Kanno a étudié la théorie, le piano, la composition, la direction d’orchestre et la musicologie à Vienne, Stuttgart, Ludwigsburg et Francfort avec Shimazu, Nishimura, Österreicher, Bernstein, Helmut Lachenmann et Hans Zender.